# Waihuan Lu
Waihuan Lu (chiń. 外环路站) – stacja metra w Szanghaju, na linii 1. Zlokalizowana jest pomiędzy stacjami Lianhua Lu i Xinzhuang. Została otwarta w 1996.